# Командный чемпионат Европы по спидвею среди юниоров
Командный чемпионат Европы по спидвею среди юниоров — ежегодный турнир, проводимый Европейским Мотоциклетным Союзом (UEM), начиная с 2008 года. 

## Возрастное ограничение
Минимальный возраст для участия в турнире — 16 лет, максимальный — 23 года (спортсмен имеет право участвовать в турнире до конца года, в котором ему исполнилось 23 года). По 2012 год возрастным ограничением было 19 лет, по 2020 год - 21 год.

## Составы команд
Чемпионат состоит из 1 или 2 полуфиналов и финала.
В каждой из гонок турнира принимают участие 4 национальных команды в составе 5 человек (4 основных гонщика и 1 запасной):
- Команда A (красный цвет нашлемников): № 1, 2, 3, 4 и 17
- Команда B (синий): № 5, 6, 7, 8 и 18
- Команда C (белый): № 9, 10, 11, 12 и 19
- Команда D (жёлтый): № 13, 14, 15, 16 и 20.

В турнире разрешено использование тактических замен при отставании от лидера на 6 и более замен. Каждый гонщик может быть использован в качестве ТР 1 раз.
Соревнования проводятся по 20-заездной сетке: 16 заездов по таблице, а составы заездов 17-20 определяются по сумме очков, набранных гонщиками за 16 заездов: так, в 17 заезде участвуют гонщики, идущие по набранным очкам в своей команде четвёртыми, в 18 — имеющие третье место, в 19 — второе, в 20 — лучшие гонщики каждой команды.

## Победители
| Год  | Место финала    | Победитель    | Второе место  | Третье место  |
| 2008 | Равич           | Швеция (36)   | Германия (29) | Дания (28)    |
| 2009 | Хольстед        | Польша (40)   | Швеция (38)   | Дания (26)    |
| 2010 | Дивишов         | Польша (56)   | Швеция (25)   | Чехия (23)    |
| 2011 | Лендава         | Россия (42)   | Дания (36)    | Швеция (26)   |
| 2012 | Ландсхут        | Польша (48)   | Дания (41)    | Украина (19)  |
| 2013 | Ополе           | Польша (50)   | Дания (30)    | Чехия (27)    |
| 2014 | Херксхайм       | Польша (49)   | Дания (28)    | Чехия (25)    |
| 2015 | Пльзень         | Польша (35)   | Швеция (34)   | Дания (30)    |
| 2016 | Штральзунд      | Польша (46)   | Дания (35)    | Германия (25) |
| 2017 | Кросно          | Польша (45)   | Дания (35)    | Латвия (33)   |
| 2018 | Даугавпилс      | Дания (45)    | Польша (37)   | Латвия (21)   |
| 2019 | Ламот-Ландеррон | Польша (50+3) | Дания (50+2)  | Швеция (16)   |
| 2020 | Лодзь           | Польша (27)   | Дания (21+3)  | Латвия (21+2) |
| 2021 | Даугавпилс      | Польша (47)   | Дания (35)    | Латвия (27)   |
| Год  | Место финала    | Победитель    | Второе место  | Третье место  |

## Медальный зачёт
| Позиция | Страна   | Gold | Silver | Bronze | Всего |
| ------- | -------- | ---- | ------ | ------ | ----- |
| 1.      | Польша   | 11   | 1      |        | 12    |
| 2.      | Дания    | 1    | 9      | 3      | 13    |
| 3.      | Швеция   | 1    | 3      | 2      | 6     |
| 4.      | Россия   | 1    |        |        | 1     |
| 5.      | Германия |      | 1      | 1      | 2     |
| 6.      | Чехия    |      |        | 3      | 3     |
|         | Латвия   |      |        | 4      | 4     |
| 8.      | Украина  |      |        | 1      | 1     |

## Статистика
- На сегодняшний день наиболее титулованным участником турнира является пятикратный чемпион Доминик Кубера (2016-2017, 2019-2021).

- Пшемыславу и Петру Павлицким, Бартошу Змарзлику, Мадсу Хансену, Доминику Кубере и Виктору Лампарту удавалось завоёвывать титулы чемпионов Европы среди юниоров и в личном, и в командном зачётах.